# Warsaw Financial Center
Warsaw Financial Center (WFC) je patří mezi nejprestižnější kancelářské budovy v polské Varšavě. Nachází se na rohu ulic Emilii Plater a Świętokrzyska, v nejužším centru města. Byla to první, moderní kancelářská budova v hlavním městě Polska, postavena v roce 1998.
Projekt Warsaw Financial Center zpracovaly americké firmy A. Epstein & Sons International a Kohn Pedersen Fox Associates, ve spolupráci s polskými architekty a inspirací pro ně byla mj. budova 333 Wacker Drive v Chicagu. 
Warsaw Financial Center nabízí celkem 50 tis. m2 nájemní plochy třídy A+ a 350 parkovacích míst pro motorová vozidla a jízdní kola. V každém z 32 poschodí je 1900 m2 plochy vysoké 2,75 m a plně vyhovující potřebám fyzický postižených osob. Komunikaci mezi jednotlivými poschodí usnadňuje 16 výtahů. V této budově, vysoké 144 m, má svá sídla téměř 70 firem. Vyspělá technická řešení, jak např. vlastní úpravna vody, agregát a podzemní nádrže s obsahem cca 600 000 litrů, zajišťují plnou soběstačnost budovy, pokud jde o přístup k elektrické a tepelné energii a k vodě.
Majitelem Warsaw Financial Center je od konce roku 2012 konsorcium Allianz Real Estate a Curzon Capital Partners III, investičního fondu řízeného Tristan Capital Partners.